# Algemene begraafplaats West-Terschelling
De Algemene Begraafplaats van West-Terschelling is een begraafplaats aan de Longway in de Nederlandse plaats West-Terschelling.

## Oorlogsgraven
Op de begraafplaats liggen 84 doden uit de Tweede Wereldoorlog begraven, afkomstig uit landen van het Gemenebest.
Van vijf daarvan is de identiteit onbekend.
Op de begraafplaats staat een herdenkingskruis (Cross of Sacrifice) naar ontwerp van Sir Reginald Blomfield.
Het is uitgevoerd in natuursteen, en er is een bronzen zwaard op aangebracht.

## Historie
Na het begin van de Tweede Wereldoorlog spoelden in augustus 1940 voor het eerst oorlogsdoden aan.
Het waren Fransen die omkwamen in de Slag om Duinkerke.
Er werd inderhaast een begraafplaats aangelegd bij West aan Zee, op een stuk grond van 40 bij 50 meter, nabij de reddingsbootschuur bij paal 8 op het Noorderstrand.
De eerste die er werd begraven was Joseph Marie Le Neures.
Op 7 augustus waren er al 25 doden begraven.
Na aanvang van de bombardementsvluchten op Duitsland nam het aantal aangespoelde doden toe.
In 1942 lagen er 75 doden op de begraafplaats.
Dat was toen een kale zandvlakte met zwarte grafkruisen.
De commissaris van de Koningin in Noord-Holland deed aan de burgemeester zijn beklag over de begraafplaats.
Daarop werd een nieuwe begraafplaats ingericht in het dennenbos aan de Longway dat daar ligt.
Er was ruimte voor 180 graven.
Eind augustus vond daar de eerste begraving plaats.
De doden werden daarnaartoe overgebracht; de graven werden voorzien van witte kruisen en een stenen omlijsting.
Tijdens de oorlog zijn er 151 doden begraven, waaronder 57 Engelsen, 23 Fransen, 21 Amerikanen, 9 Canadezen, 9 Australiërs, 5 Polen, 4 Nieuw-Zeelanders en 1 Noor.
Van 21 van hen was de identiteit niet bekend.
In 1949 is een deel van de doden opgegraven en naar elders overgebracht.
De Amerikanen zijn overgebracht naar de Amerikaanse oorlogsbegraafplaats in Margraten.
De Fransen zijn gerepatrieerd.
De Noor is overgebracht naar crematorium Westerveld.
De begraafplaats is heringericht op de manier die gebruikelijk is bij begraafplaatsen die vallen onder de Commonwealth War Graves Commission.